# Mister Mind y la Monstruosa Sociedad del Mal
Mr. Mind (Señor Mente) es un personaje ficticio, un supervillano creado por Otto Binder y C. C. Beck originalmente para la editorial Fawcett Comics, y que posteriormente sería licenciado y adquirido por la editorial DC Comics a mediados de los años 70. Mr. Mind apareció por primera vez manifestandose a través de una voz parlante en la historieta de Captain Marvel Adventures Vol. 1 #22 (abril de 1943), aunque su primera aparición física fue en Captain Marvel Adventures Vol. 1 # 26 (agosto de 1943).
Es más conocido por ser el primer y más clásico villano de Capitán Marvel (actualmente Shazam). Su apariencia es la de un gusano alienígena de dos pulgadas, dotado de una gran inteligencia. Mind por lo general lleva a cabo sus planes malvados a través de una organización llamada La Monstruosa Sociedad del Mal, siendo uno de los primeros equipos de supervillanos que los cómics hayan creado, para que un superhéroe fuera su mayor desafío; Anteriormente, los equipos de supervillanos se componían principalmente de villanos creados solo para un solo arco de una historia de un número en particular. "La Monstruosa Sociedad del Mal" hizo su debut en el cómic Captain Marvel Adventures Vol. 1 #22, y la aparición de la "Monstruosa Sociedad del Mal" continuó sus apariciones en las historias durante dos años en la revista de historietas conocidas como Captain Marvel Adventures, concluyendo en la edición #46.
Mister Mind apareció en un cameo en las películas de DC Extended Universe ¡Shazam! (2019) y ¡Shazam! La furia de los dioses (2023), creado en CGI y con voz puesta por el director de la película, David F. Sandberg.

## Historia sobre la publicación
La aparición original de Mr. Mind fue representado a partir de las publicaciones que se publicaron en la editorial Fawcett anterior a la publicación hecha por DC Comics en 1985, donde era retratado como un gusano como los que aparecían en los dibujos animados, poseyendo una inteligencia superior a la de los seres humanos. Afirmaba que era un gusano mutante de un planeta lejano, y era el más inteligente que sus hermanos gusanos con los que coexistia, y que se comunicaban al tocar sus antenas. Esta versión de Mr. Mind poseía una limitada telepatía y capacidad de manipular la seda y convertirla en una estructura casi indestructible, a una velocidad tan rápida que ni el ojo humano no podría verla, hablaba a través del uso de una "caja parlante", que colgaba de su cuello que amplificaba su voz, y se describía asimismo como un ser miope y que necesitaba utilizar unas gafas, como ha sido su característica principal. En el cómic "Shazam" Vol. 1 #2 (abril de 1973) se describe asimismo como un humilde gusano con un cuerpo debilucho, pero con la conciencia para convertirse algún día en un futuro Hitler, y con el cerebro de un genio. Mientras tanto, la composición y el tamaño de la estructura que conforma su "Monstruosa Sociedad del Mal", Mr. Mind ha ido cambiado drásticamente en los últimos años, a partir de los miles de miembros que ha llegado a tener (incluyendo a los líderes de las potencias del Eje) en la década de 1940, como lo fue narrado en Captain Marvel Adventures y en las cortas historias del cómic Shazam! para DC Comics.
La versión actual de Mr. mind, fue introducido por Jerry Ordway, para la historieta  "El poder de Shazam!", donde es representado como un gusano de manera más realista, proveniente del planeta Venus, que posee poderes como control mental, telepatía, y proyección de imágenes mentales. Mr. Mind es también el único superviviente de una raza de gusanos venusinos que pueden controlar el poder de una mente colectiva, con el que podría conquistar el mundo más de una vez; además, logró de manera irregular aparecer en el Universo DC en varias historias tratando de encontrar anfitriones para controlarlos y/o clonarse a sí mismo.

## Biografía ficticia del personaje (en orden cronológico)

### Pre-Crisis

#### Tierra 2
La primera aparición de la "Monstruosa Sociedad del Mal", en orden cronológico, lo hizo en las páginas de All-Star Squadron Vol. 1 # 51-54 (noviembre de 1985-febrero de 1986). En el universo conocido como Tierra 2, Mr. Mind llegó a la Tierra durante la Segunda Guerra Mundial, atraído por las emisiones de radio; le atrajo escuchar al comediante Edgar Bergen conocido como Dummy y a su personaje radial, llamado Charlie McCarthy. Al enterarse de su amado Charlie no era real, decidió entonces conquistar el mundo. Con este fin, se formó la primera "Monstruosa Sociedad del Mal", que no era más que una sombra de lo que estaba por venir. Ya formada su primera sociedad, tuvieron éxito en la captura de Chica Halcón. No mucho tiempo después de su fundación, los otros villanos trataron de traicionarlo y matarlo, y Mr. Mind se volvió a Tierra-S. Sin su liderazgo, el equipo fue rápidamente derrotado en batalla por el All-Star Squadron.
Miembros
- Mr. Mind: - Gusano parlante de dos pulgadas con poderes telepáticos y genio intelectual.
- Dummy: - Una marioneta.
- Mr. Who: - Genio criminal superpoderoso y cambia de forma.
- Nyola: - Por algún tiempo fue una princesa sacerdotisa azteca que tenía el poder de controlar la magia. Más tarde apareció como miembro de la Sociedad Secreta de Supervillanos de Alexander Luthor, Jr.
- Oom el Poderoso: - Una estatua gigante y súper fuerte, reanimados con poderes mágicos. Adversario temprano del Espectro (Jim Corrigan).
- Ramulus: - Un supervillano de piel verde con la capacidad de controlar las plantas.

#### Capitán Marvel Adventures: "Las pesadillas de ahora en adelante" (Tierra-S)
Como un efecto secundario de la Crisis en las Tierras Infinitas, Mr. Mind terminó en el universo de Tierra-S, en algún momento alrededor del año de 1846 (esto fue mencionado en una historia en la cual había estado trabajando en un arma durante 97 años). Su brillante intelecto, con sus poderes telepáticos, y su crueldad le permitieron conquistar gran parte del espacio, estableciendo de bases en muchos mundos diferentes, así como diversos lugares de la Tierra. Reclutó a varios supervillanos, dirigió ejércitos y varias especies exóticas enteras le colaboraron en su intento por conquistar la Tierra, y la primera transmisión que obtuvo para su plan, fue la transmisión de un programa de radio llamado Planetoid Punkus, siendo esta su fachada para vivir entre las sombras, significando que esto no le permitiría revelarse inicialmente ante el mundo como un gusano alienígena; sin embargo, esto cambiaría hasta que se consolidara el serial. En ese momento, se dice que la "Monstruosa Sociedad del Mal" pudo haber tenido los mayores villanos de ochenta y siete mundos dentro de sus filas. Cuando comenzó su reino de terror en Tierra-S hacia 1943, se jactaba de que él y la "Monstruosa Sociedad del Mal" le haría la vida imposible al Capitán Marvel "al causarle sus mayores pesadillas de ahora en adelante." Fácilmente, se le considera a esta etapa como la historia más larga de la época dorada de los cómics, y sus intentos por la conquista del mundo entero fueron presentados en el cómic Captain Marvel Adventures Vol. 1 #22-46 (marzo 1943-mayo 1945).
Durante su lucha contra el Capitán Marvel, diseño una variedad eficaces y estructurados planes: en primer lugar, intentó robar unas perlas mágicas con la ayuda del Capitán Nazi, raptó a una princesa que quería ayudar a los Estados Unidos; un plan para dirigir al ejército aliado en África por mal camino; un plan para volver a bombardear Pearl Harbor por segunda vez; un plan para aplastar a Norteamérica al trasladar un glaciar gigante usando un giroscopio gigante que hizo cambiar de posición la Tierra e invertirla sobre su eje; para que el Capitán Marvel fuera su esclavo mental trató de raptar en varias ocasiones a Billy Batson; otro de sus planes era derribar todos los edificios de Fawcett City, la ciudad natal del Capitán Marvel con gusanos y termitas a través de su manipulación mental; trató de cubrir en la penumbra a los Estados Unidos al mantenerla en la oscuridad eterna, tratando de detener la rotación de la Tierra, dejando a la Europa alemana quedara en la luz del día; produjo monstruos gigantes en su laboratorio; también intento mover la gran muralla de China, tuvo la ayuda de las fuerzas japonesas, que junto a él aplastarían al ejército chino con el uso de fuerzas eléctricas; otro plan fue para inmovilizar la flota aérea estacionada en Australia con una sustancia similar a una red; también trató de instalar trampas explosivas en una isla del Pacífico los EE. UU. en caso de que invadieran; utilizó el arma conocida como la "Gran Berta" (una versión de 10 millas de largo) para hacer ocasionar literalmente cráteres entre los Estados Unidos y Rusia; para invadir Escocia, utilizó una isla flotante artificial de hielo; intentó crear artificialmente un gigantesco volcán en erupción en medio de la Gran Bretaña; intento hacer estallar y partir a la mitad literalmente a la Tierra en dos; hizo una película sobre sí mismo para intimidar al mundo; Trató de destruir los ejércitos de la Tierra con un Rayo negro de la Muerte que podría destruir el metal y aquellos que utilizasen armamento con fines bélicos y que los utilice, pero al final resultó que sólo podría destruir el metal; publicó también un libro sobre sí mismo para tratar de convencer a todo el mundo que debe ser su líder que le corresponde y que el Capitán Marvel era poco confiable, dicho libro se llamó Mr. Mind Kampf (una parodia al libro de Hitler el Mein Kampf); para crear un círculo vicioso, como múltiples cabezas Hydra y poder robar los planes de otros; intentó aplastar los Estados Unidos con un asteroide (aunque Herkimer controlaba esta operación); y para destruir las armadas del mundo. En algún momento perdió la memoria después de golpearse la cabeza, pero después de recuperarse luego de darse otro golpe tomó un curso en la Escuela para el Mal de recuperar su naturaleza maligna, luego de que se graduara como estudiante superior después capturar a Billy Batson, aunque Billy escaparía poco tiempo después. Muchas veces en su equipo estuvo a punto de destruir al Capitán Marvel en su forma de Billy Batson, uno de sus aliados, iBAC quien era uno de sus secuaces, lo amordaza y se lo da a los caníbales, posteriormente Billy es cubierto con un capullo de seda por parte de Mister Mind, que se apresuraría para poder ejecutar su planes para congelar todo el mundo desde el su base en el Polo Norte, mientras eso sucedía Billy estaría a punto de ser comido por el villano conocido como Crocodile Men, mientras este lo cargaba amordazado, y atado a una silla e acero, Billy estando amordazado fue colocado en la boca de un cañón camuflado del enemigo, por lo cual decidió que si alguna vez los buques británicos disparasen a la isla este estaría siendo lanzado por el arma, entre otros planes.
El Capitán Marvel siempre frustró todos sus planes, y a todos los miembros de la organización de Mr. Mind los capturó una y otra vez, desmantelando todos sus recursos, deteniéndolos o haciéndolos huir, y en algunas ocasiones fallecían accidentalmente sus secuaces. Con este suspenso inverso, los reveses que sufría Mr. Mind estuvo cerca incluso de que su vida corriera el mismo destino, como estar a punto de ser aplastados por un tacón de un zapato de una persona descuidada, a estar a punto de ser aplastado por un rodillo de papel, etc. Por último, un ya desesperado Mr. Mind estuvo a punto de ser atacado por el alter ego del Capitán Marvel, el joven Billy Batson, cuando trató de envenenarlo con éter y aunque no le mató, si le dejó inconsciente. Posteriormente, luego de darse cuenta de que sin sus secuaces, estaba prácticamente indefenso e incapaz de matarlo o detenerlo. Trató desesperadamente de empujar a Billy a un alambre eléctrico para que se electrocutara, cuando intentaba empujarlo palmo a palmo contra el suelo donde se encontraba el alambre, Billy sin embargo, despertó justo a tiempo para evitar morir en el intento. Mr. Mind escaparía de la infraestructura de la estación donde se localizaba la emisora de radio WHIZ, lugar de trabajo de Billy, en un momento en que el edificio estuvo a punto de ser destruido a causa de sus malvados planes, pero con un poco de ayuda de un exterminador logra rodear el edificio con la Policía, el Capitán Marvel pronto capturaría al gusano más malvado del mundo y la Tierra podía dormir bien otra vez.
Miembros
- Mr. Mind: - Gusano parlante de dos pulgadas con poderes telepáticos y genio intelectual.
- Adolf Hitler: -  Gobernante alemán durante la Segunda Guerra Mundial durante el Tercer Reich, y responsable de crear al supervillano conocido como el Capitán Nazi.
- Archibald: - Un sátiro y graduado miembro de la Escuela de la "Monstruosa Sociedad del Mal" que ayudó a capturar junto a Mr. Mind a Billy Batson.
- Un ejército de termitas y gusanos.
- Órganos Artificiales: Formas larvarias de Mr. Mind, que son el resultado de formas clonadas de cuerpos artificiales basados en la genética de Mr. Mind, en los cuales podía controlarlos a su voluntad, fueron utilizados para engañar al Capitán Marvel, mientras este buscaba la base de operaciones de Mr. Mind que se encontraba en un asteroide, allí esta encontró que dicho lugar se encontraba los siguientes miembros:

- Goatman: - Un ser mitad hombre, mitad cabra.
- Un robot aparentemente indestructible.
- Un pulpo púrpura gigante con un rostro humano sonriente.
- Un hombre de circo que anteriormente era el hombre fuerte en la atracción del circo que fue capaz de rivalizar la fuerza del Capitán Marvel.

- Benito Mussolini: - El líder fascista italiano aliado de Hitler en la Segunda Guerra Mundial y que se unió como miembro de la  "Monstruosa Sociedad del Mal".
- Bonzo - Un humano jorobado con grandes ojos saltones y colmillos.
- Capitán Nazi': - Supersoldado Nazi creado por Adolf Hitler que fue miembro de la  "Monstruosa Sociedad del Mal" y cuya misión era lograr no sólo la victoria a la  "Monstruosa Sociedad del Mal", sino también a su páis natal, Alemania en la Segunda Guerra Mundial.
- Hombre Cocodrilo: - Una raza de cocodrilos humanoides procedente del planetoide Punkus.

- Herkimer: - El líder de los cocodrilos humanoides. Segundo al mando de la "Monstruosa Sociedad del Mal" y brevemente tomó temporalmente el mando de la "Monstruosa Sociedad del Mal" cuando mr. Mind pierde la memoria, al final se reformaría y renunciaría a una vida criminal. Posiblemente, el segundo y último subordinado que se alejaría de Mr. Mind.
- Jorrk: - El mayor científico cocodrilo humanoide y sirve como uno de los tres tenientes de Mister Mind junto con el Dr. Smashi y Herr Phoul.
- Sylvester: - Otro cocodrilo humanoide que es uno de los artilleros preferidas del Mr. Mind.

- Dobbin: - Un Caballito de mar que sirve de caballo para Mr. Mind.
- Los asistentes de Dome: - Unas criaturas que tienden a cuidar la base submarina de Mister Mind. Este grupo está compuesto por un hombre cerdo, un duende, un hombre lobo, un ogro, y un capitán enano de un submarino. El enano era el último de los subordinados de Mister Mind que sirvieron y que renunciaron a la "Monstruosa Sociedad del Mal".
- El Dr. Smashi: - Una científico japonés que sirvió como uno de los tres tenientes de Mister Mind, junto Jorrk y Herr Phoul.
- El Dr. Hashi: - Otro científico japonés.
- El Dr. Peeyu: - Un japonés de altura científico .
- Doctor Thaddeous Sivana: - El principal archienemigo del Capitán Marvel detrás de Black Adam, y conocido por ser un socio de Mr. Mind, es conocido como el científico "más malvado del mundo. Ha sido ocasional líder del equipo".
- Evil Eye: - Monstruo humanoide de piel verde con la capacidad de hipnotizar.
- Herr Phoul: - Un científico calvo nazi con un monóculo, es uno de los tres tenientes de Mister Mind junto Jorkk y el Dr. Smashi.
- Hideki Tojo: - Importante general de la Armada Imperial Japonesa al servicio de la "Monstruosa Sociedad de la Maldad", y general al servicio del Imperio Japonés durante la Segunda Guerra Mundial.
- Hydra: - Una serpiente marina monstruosa con múltiples cabezas que se pueden regenerar. Fue creado por Mister Mind inspirado en torno al mitológico griego.
- IBAC: - Un criminal que vendió su alma a Lucifer a cambio de obtener poderes similares al Capitán Marvel, tiene super-resistencia y durabilidad que se consigue diciendo la palabra iBAC.
- Jeepers : - El último de una raza de monstruos murciélagos.
- Marmaduke: - Un criminal con grandes orejas y cara de grasa.
- Brigada de monstruos: - Son monstruos submarinos bajo el mando del Mister Mind conformado por una ballena cachalote, un pulpo gigante, un tiburón martillo , y una enorme serpiente marina.
- Profesores Monstruo: - Maestros de la Escuela de Monstruos de Mister Mind. Compuestos por un ser humano, un Hombre Cocodrilo, un monstruo con colmillos no especificado, y un humanoide con cabeza de hipopótamo.
- Estudiantes Monstruo: - Alumnos de la Escuela de Monstruos de Mister Mind. Formado por algunos seres humanos, unos difíciles Hombre Cocodrilos, y un demonio negro de cuernos.
- Mr. Banjo: - Un criminal fugado de una prisión que sirvió como espía que robó secretos a los aliados utilizando música codificada de su banjo utilizando la fachada de un popular programa de radio (solo aparece para un panel en el primer capítulo).
- Nippo: - Un maestro del disfraz, maestro de la espada, y espía japonés.
- Animales sintéticos: - Animales falsos creados por Mister Mind. Consiste en los siguientes animales: Oscar (una gigante langosta), Oliver (un pulpo gigantesco con manos humanas), Ofelius (un enorme carnero), y Oliphant (un dragón).
- Tipos rudos: - Sicarios humanos al servicio de Mr. Mind. Los más notables incluyen a un portador de una metralleta, un espadachín con capa, un portador de una boina, un tipo con la característica principal de un estereotipo de "Goomba," y un tipo con la galanes del personaje de la novel El Gran Gatsby.

#### Retorno de la Sociedad
Aunque fue condenado a muerte a la silla eléctrica por el asesinato de 186,744 personas, incluso con su torcida inflexión de su abogado contra él y diciendo que esperaba que Mister Mind fuese ejecutado, y con Capitán Marvel lo procesase en persona, la fisiología alienígenas de Mr. Mind resultó resistente a la alta tensión de la descarga eléctrica, que fue puesto en estado de animación suspendida en lo que sería algo similar al estar muerto. Sería despertado luego de que su cuerpo estuviera a punto de ser rellenado para su exhibición en un museo, hipnotizó al taxidermista con la creación de un duplicado y luego escaparía. Poco después del regreso del Capitán Marvel, se colocó las características gafas y la radio traduvtora de nuevo luego que tuviera que volver al museo, al cual casi colapsa el edifocio con un ejército de gusanos, posteriormente, trató de destruir los Estados Unidos con un globo en expansión como arma en la ciudad de San Luis, pero el Capitán Marvel, se enteraría de sus planes utilizando la información de Herkimer que se había reformado, luego de que este le había pedido al Mister Mind reunirse en San Luis; cuando este llegó a la ciudad, pateó el arma al espacio y capturó Mr. Mind utilizando una enorme onda de sonido que lo expulsó fuera de la tierra.
En Shazam Vol. 1 #9 Mr. Mind intentó de nuevo reformar la "Monstruosa Sociedad del Mal", pero solo logrando apenas la contratación de un científico criminal, que luego sería capturado por el Capitán Marvel. Mister Mind intentaría utilizar el rayo Proyector de odio creado por el científico, combinando el odio de un millón de gusanos para destruir al Capitán Marvel, después de que él proyectase suficiente odio que logra noquear al científico que le ayudó, sin embargo, el Capitán Marvel, a pesar de lanzado por la energía generada por el rayo de odio, intervino con la generación de una tormenta con lluvia artificial para destruir a su ejército, y poder así lograr detener a Mister Mind y embotellarlo en un tarro de lata. Posteriormente, formó una alianza con Lex Luthor luego de que este fuese transportado a Tierra-S mientras se utilizaba un acumulador de magia que había planeado utilizar para destruir a Superman. Se las arreglan para usar el acumulador para convertir el Capitán Marvel en su alter ego humano Billy Batson para poder capturar el rayo mágico del mago, mientras que dejaban a Billy amarrado a un tanque de tiburones que acababa de llegar para capturar Lex. Sin embargo, sería capaz de hacer que el pez martillo de la jaula de tiburones rompiera el tanque usando su suéter, permitiéndole invocar al Capitán Marvel. Mister Mind finalmente fue entregado por Lex, lanzándoselo al Capitán Marvel, posteriormente, logra escapar y volver a Tierra-1, sin embargo, este es capturado en su regreso por Superman. Casi treinta años más tarde, la "Monstruosa Sociedad del Mal" se reformó brevemente en Shazam! Vol. 1 #14 (septiembre-octubre de 1974). Luego de una fuga de la cárcel, Mister Mind, hambriento de venganza, reunió a un grupo nuevo, pero más pequeño. Aunque armado con un nuevo y mejorado rayo de la muerte, basándose en la utilización de los malos pensamientos combinados, no pudo competir con toda la Familia Marvel reunida: el Capitán Marvel, Mary Marvel y el Capitán Marvel Jr., quienes utilizan sus buenos pensamientos para poder superar los malos pensamientos, y hacer puré y trizas la máquina. Todos ellos fueron capturados, a excepción de Sivana que secuestró al Tío Marvel. Sivana utilizaría otra versión del rayo de Mind y con el poder de la imaginación del Tío Marvel para crear combinaciones de criaturas imaginarias junto con las creadas por él mismo Sivana, como un Grifo, un elefante alado, y unas aves gigantes con el poder mental al máximo, posteriormente descubriría accidentalmente sus propiedades cuando accidentalmente este le da una patada en a la cabeza al tío. Sin embargo, No podían ser heridos por los Marvels, ya que no eran reales. Sin embargo, cuando el Tío Marvel soñó con la Familia Marvel, producto de que anteriormente había leído un libro similar en el que se hablaba de los Marvels y tenía suficiente material en las páginas del libro que estaban empapadas con una poción para dormir, estas versiones creadas por el sueño terminaron por derrotaron a los monstruos, y Sivana sería enviado a la cárcel, mientras que el queso rojo destruiria la máquina, haciendo que el sueño de los Marvels se disolviera. Así terminó esta "Monstruosa Sociedad del Mal".
Miembros
- Mister Mind
- Doctor Thaddeous Sivana
- Familia Sivana:

- Georgia Sivana: - La hija menor del Doctor Sivana.
- Sivana Jr.: - El hijo menor del Dr. Sivana.

- IBAC

#### La"Monstruosa Sociedad del Mal"ataca de nuevo
Mister Mind reformó una vez más la "Monstruosa Sociedad del Mal" por última vez, en las páginas de World's Finest Comics Vol. 1 264-267 (agosto-septiembre de 1980 a febrero-marzo de 1981). Podría decirse que esta sería la encarnación más fuerte del grupo reformado hasta esa fecha, por lo que casi toda la Familia Marvel tuvo que lidiar para detenerlos, como el Capitán Marvel, Mary Marvel, y el Capitán Marvel Jr., incluyendo ahora a los otros integrantes, los Tres Tenientes Marvels: Tall Marvel, Fat Marvel, y Hill Marvel (los únicos miembros que no combatirían a la "Monstruosa Sociedad del Mal" fue a Black Ádam, que fue el miembro más nuevo de la "Monstruosa Sociedad del Mal"; El Tío Marvel, siendo ya un viejo de avanzada edad, aun así era un impotente astuto, y junto al Hoppy, el Conejo Marvel, que debutaban en el Universo DC luego que no habían sido incluidos anteriormente por DC Comics, luego de la adquisición de Fawcett Comics en los años 70 iniciando con el licenciamiento de sus historietas). Los nuevos planes malvados de Mister Mind ahora eran de mayor alcance, comenzando con un asalto a Egipto, Una ampliación del esquema de sus planes, es el de revertir toda la topografía del planeta Tierra, Oggar, uno de los nuevos miembros, le ayudó a construir un ejército maligno de la arena y el polvo de Egipto a Black Ádam para que pudiera dirigir la conquista de cientos de planetas y utilizarlos para construir un ejército de naves espaciales. Sus planes culminaron con un asalto masivo sobre la Roca de la Eternidad, punto en el cual donde se accede a donde converge el tiempo y espacio, además de ser el hogar del hechicero que le otorgó los poderes a la Marvels, el mago Shazam, así como donde los dioses y los héroes les otorga su gran y vasto poder.
Miembros
- Mister Mind
- Doctor Thaddeous Sivana
- IBAC
- Black Ádam: - Antiguo campeón Marvel se corrompió con su poder que se volvió un traidor, con los poderes similares al Capitán Marvel, obtiene sus poderes de los dioses egipcios.
- Rey Kull: - El último de los hombres Neanderthales que alguna vez gobernó la Tierra hasta que el hombre de Cro-magnon se rebelaron contra su reinado, y que en algún momento de la Prehistoria entró en animación suspendida. Tiene una enorme fuerza y resistencia, asimismo una mente brillante junto a pesar de la extraña tecnología que le rodea.
- Mister Atom: - Un androide giante indestructible y genocida, caracterizado por su superfuerza, en su sistema vital interno posee poderosa una bomba atómica.
- Oggar: - Un brujo inmortal de gran poder, a pesar de que sus hechizos no funcionan directamente en con las mujeres, tiene un inmenso poder y resistencia cuando pelea frente a frente contra el Capitán Marvel.
- Habitantes de 247 planetas: - Diferentes alienígenas que se han visto obligados a trabajar con el Doctor Thaddeous Sivana y IBAC para poder construir la flota.

#### World's Funnest
En el Mundo Alternativo del Elseworld, Superman y Batman: World's Funnest (noviembre de 2000), los dos diablillos casi omnipotentes de la quinta dimensión, Mister Mxyzptlk y el Bat-Mite se involucran en singular batalla que terminan por destruir muchos planos de la realidad. Una de ellas parece ser una versión de Tierra-S pre-crisis original. Durante su tiempo allí, se encuentran con una versión de la "Monstruosa Sociedad del Mal" ligeramente diferente a cualquier otra anterior, y aparecen muchos de los enemigos clásicos del Capitán Marvel. Mister Mxyzptlk los destruye fácilmente  (uno de ellos, el monstruo-bestia con tentáculos y que señaló Mister Mxyzptlk como un monstruo antisocial), debido a que los había molestado, junto con el resto del universo; Sin embargo, hacia el final de la historieta,  vuelven a dejar las cosas como estaban.
Miembros
- Mister Mind -
- Black Ádam -
- Capitán Nazi -
- Doctor Sivana -
- Evil Eye -
- Goat-Man -
- IBAC -
- Jeepers -
- Mister Atom -
- Mr. Banjo -
- Varias siluetas sin identificar -
- Un Cocrodile-Man -

### Post-Crisis

#### El poder de Shazam!
Mister Mind sería reintroducido al Universo DC tras la Crisis en las Tierras Infinitas, luego de que sus historias en su mayoría se llevasen a cabo en la desaparecida Tierra-S, sería Jerry Ordway al publicar la novela gráfica, El poder de Shazam! y su secuela, la serie mensual. Mister Mind fue reinventado, acá, era uno de entre muchos gusanos alienígenas, proveniente de una raza de millones de gusanos que tienen el poder de controlar la mente desde el planeta Venus, que tenían planes para invadir y apoderarse de la Tierra, afirmando que alguna vez habían gobernado la Tierra con anterioridad durante la edad de hielo. Designado como un agente espía asignado como un operador de avanzada en la Tierra, Mister Mente llegó a la Tierra durante la Segunda Guerra Mundial, por medio de una indestructible máquina espacial venusina de color verde, pero cuando fue a ejecutar sus planes de conquista, fue detenido y capturado por Bulletman, Starman, y el Linterna Verde Abin Sur antes de completar de su malvado plan. Mind escaparía finalmente, como polizón en la sonda espacial Magallanes, y décadas más tarde obligó al Doctor Sivana que uniera fuerzas con él, necesitando de su destreza científica para facilitar los planes de los gusanos venusinos. Él tomaría el control de la riqueza que le perteneció a Sinclair Batson.
Con los planes de los gusanos para poder invadir la Tierra, sus planes se vieron frustrados por el nuevo campeón conocido como el Capitán Marvel, junto a su hermana Mary Marvel, que tuvo éxito al matar a todos los gusanos al expulsarlos al espacio profundo, donde se congelaron, exceptuando Mr. Mind, a quien pusieron bajo custodia por el sargento Steel y el DEO. Mister Mind con el tiempo vuelve a escaparse, y se apodera de la mente del sargento Steel, y reprograma al robot conocido como Mister Atom, y que no sería sino otro de los clásicos villanos de la Familia Marvel que estaba la custodia por parte del sargento Steel, para poder destruir la ciudad de Fairfield, donde Billy Batson (siendo el Capitán Marvel) y Mary Bromfield (Mary Marvel) vivían con sus padres adoptivos. Después de la explosión nuclear causada por Mister Atom, destruye la ciudad y mata a casi todos sus habitantes, posteriormente, los Marvels llegarían a Washington D. C. en busca de venganza. La trama de Mr. Mind para hacer estallar un holocausto nuclear incluía el uso de clones de sí mismo para hacerse cargo de las mentes de varios ciudadanos americanos regulares, que iban a hacer el trabajo por él en las instalaciones nucleares para robar bombas nucleares e iniciar un holocausto nuclear. Sin embargo, el plan de Mister Mind fue frustrado por la Familia Marvel y varios Linternas Verdes.
Miembros
- Mister Mind -
- Mister Atom -
- Varios ciudadanos al azar: - Fueron controlados mentalmente por los clones del Mister Mind.

Durante el arco conocido como "Joker's Last Laugh", donde el Joker provocó la destrucción de la cárcel de supervillanos The Slab, Mister Mind se vio obligado a trabajar con el ex-Mister Miracle Shilo Norman para poder escapar después de que Black Mass quedó atrapada en The Slab, en un agujero negro, Mister Mind acordó tomar el control del villano Black Mass después de que este sufriera un grave daño cerebral que le impedía el uso de sus poderes para sí mismo y poder revertir lo que había hecho para poder revertir los daños hechos The Slab, y devolverlo a su espacio normal, aunque Norman aseguró que para su cooperación ató a Mister Mind a una cuerda de hilo dental alrededor de él antes de poder meterse en la cabeza de Mister Mind (para poder hacer razonar a Mass, y lo ató para evitar que Mister Mind tratase de permanecer al interior del metahumano después, al final, logró estabilizarlo bien y posteriormente lo jaló de su cuerpo y lo devolvió a su lugar de confinamiento).

#### JSA, Post-Crisis Infinita: 52
Mister Mind reaparecería en la historieta de la JSA, ante el entonces miembro del equipo de superhéroes y exmiembro de la "Monstruosa Sociedad del Mal" Black Ádam, que se había organizado para derrocar al gobierno opresor del país de origen de Adam, Kahndaq. Mister Mind estaba habitando el cuerpo de Brainwave y amplificó sus poderes, hasta que fue descubierto y capturado por Atom y la JSA.
Mister Mind jugaría un papel fundamental en la maxiserie semanal de 52 semanas de DC Comics, 52, a pesar de la importancia de su papel en la serie se revela gradualmente que con el tiempo que conllevaría a desatar la aventura sobre los conceptos de viajes en el tiempo y paradojas temporales .
Al día siguiente del final del evento conocido como Crisis Infinita, el Doctor Sivana descubre que Mister Mind se encontraba tirado en un cráter en el desierto y se lo lleva en un bolsillo, sellándolo en un frasco con formol y llevanselo de vuelta a su laboratorio para evitar su interferencia con sus planes para dominar el mundo. Sivana bombardea con partículas de Suspendium a Mister Mind, un elemento reintroducido desde la década de 1970 en la historieta Shazam!, que en su momento fue utilizada para mantener en animación suspendida por 30 años a la Familia Marvel en la edad de plata. Aunque Sivana es entonces sería secuestrado por Intergang, el Suspendium le induce una metamorfosis a Mister Mind haciéndolo evolucionar. Como Sivana fue sacado a la fuerza, mister Mind observa un monumento televisado realizado a los héroes perdidos tras la Crisis Infinita, tomando nota en particular la información que obtiene de Skeets, el compañero robótico del superhéroe viajero del tiempo Booster Gold. al principio, esta metamorfosis, hace que Mister Mind proceda a tejer un capullo alrededor de sí mismo, que funciona como un transportador de materia que se utiliza para introducirse a sí mismo dentro de Skeets cuando este se encuentra en el laboratorio del Doctor Will Magnus, y tiene la intención de utilizar al robot como una "cuna" pasando todo el año completando su estado de gestación y completando su transformación.
Con la destrucción de Skeets desde adentro de la máquina, Mister adopta su identidad y hace planes para consumirse el Multiverso, que había vuelto a existir de nuevo como resultado de los eventos producidos en Crisis Infinita. Más tarde, se da cuenta de que el hombre lineal conocido como Rip Hunter no sólo es consciente de su planes, sino que lo descubre, Mister Mind como Skeets, intenta cazarlo y eliminarlo, sin ningún resultado. Con el tiempo, descubre Hunter se escondía en la ciudad embotellada de Kandor, cuando Rip Hunter consigue un proyector de la zona fantasma para utilizarlo contra Mister Mind, Mister Mind se impone sobre él y se "come" literalmente la propia Zona Fantasma. Al final del año, Mister Mind rastrea a Rip Hunter y a Booster Gold hasta el laboratorio de T.O.Morrow, con la intención de la adquirir la cabeza de Tornado Rojo, cuyo cerebro computarizado ha mapeado el Multiverso. Allí, su gestación estaría completa y emerge desde el interior de Skeets transformándose en una monstruosa criatura gigantesca, al cual el mismo se hacía conocer como una "Hyper Mosca", que en lugar de alimentarse de las ondas cerebrales de los individuos, se podía alimentar del espacio/tiempo mismo y decidió consumir la totalidad de la realidad del multiverso. Tanto Booster Gold como Rip Hunter huyen viajando atrás en el tiempo hasta el momento del nacimiento del Multiverso, conMister Mind en su tamaño grotesco dándoles persecución en la búsqueda, posteriormente ellos viajan de un universo a otro, a los 52 universos existentes, donde se ve a Mind consumiendo porciones de la historia de cada mundo, alterando sus historias y creando nuevas 52 realidades diferentes entre sí, en forma de Tierras diferentes, puesto que con anterioridad, el multiverso eran 52 mundos totalmente idénticos antes de la aparición del Monstruoso Mister Mind. mister Mind entonces es atraído de vuelta al laboratorio de Hunter, donde se reduce en tamaño y queda atrapado dentro de la carcasa Suspendium forrada de Skeets. Booster Gold lanza a Mister Mind a través del tiempo, donde el Suspendium revierte a Mister Mind a su forma larvaria, y aterriza en el día posterior al final de la Crisis Infinita, donde es encontrado por el Doctor Sivana sellando el frasco. Los restantes 52 segundos de tiempo que quedan al final del cómic se utilizan para atarlo a un bucle de tiempo.
También durante la serie, sin relación con las actividades de Mister Mind, se formó de manera paralela una nueva encarnación de la "Monstruosa Sociedad del Mal", que estuvo constituida por los denominados los cuatro jinetes de Apokolips, criaturas modificadas por el escuadrón de la Ciencia de Intergang (que incluía al Doctor Sivana). El miembro particular de este equipo, fue Sobek, un hombre cocodrilo humanoide que a diferencia de a sus antecesores, no tenía sus mismas características alienígenas, como los seres que fueron miembros de la "Monstruosa Sociedad del Mal" en tiempos pre-crisis. Esta "Monstruosa Sociedad del Mal" atacó a la Familia Black Marvel por no unirse al tratado de Libertad de poderes, matando a Isis y a Osiris, solo para ser destruido por Black Ádam, a excepción de Death, que huye. En su búsqueda Death, Black Ádam destruye la nación de Bialya, antes de derrotar al cuarto jinete final, torturándolo para obtener información de los responsables de la muerte de su amada y Osiris, y luego procedió a matarlo.

#### Booster Gold
Después de que se puso de manifiesto que Mister Mind había escapado del cautiverio del Doctor Sivana, tomó el control del padre de Booster Gold, y a través de él, dirigió un consorcio con villanos como Ultra-Humanidad, Per Degaton, Despero, y Black Scrab. Se reveló que estaba controlando al padre de Booster Gold. Tras de revelarse a sí mismo, fue forzado a salir de su cuerpo huésped y aparentemente murió cuando Ted Kord, uno de los Blue Beetle originales, pasó sobre él.

#### Final Crisis: Dance
El propio Mister Mind más tarde reaparece vivo en Japón, teniendo controlado mentalmente al superhéroe de los Guardianes Globales, Sol Naciente. Como su esclavo, Sol Naciente, comienza a actuar de forma errática, al parecer por su estado de embriaguez, mostrando signos de sobrepeso, y con una mirada nostálgica alega de manera irrespetuosa al grupo juvenil conocido como el Super Young Team, que estos jóvenes estaban deshonrando a las viejas generaciones de héroes por su estilo de vida social. Como parte de esta campaña, Mister Mind mata a muchos trabajadores socorristas en Midway City. Mientras que amenaza con inmolarse en la Tierra, sería el Super Young Team quienes descubrirían la presencia del extraterrestre en el cerebro de Sol Naciente, quien se encontraba profundamente alojado en su interior.

#### Retorno
En el Action Comics Vol. 1 #890 (agosto de 2010), Mister Mind aparentemente regresaría y había infestado el cuerpo de un hombre junto con dos cómplices, usándolos para secuestrar a Lex Luthor. Trabajando con un desconocido, mister Mind intenta tomar el control de la mente de Luthor telepáticamente, con la participación Lex en una batalla mental. Sin embargo, Lex es finalmente capaz de recuperar el control de sus funciones motoras, permitiéndole sacarse el diminuto gusano fuera de la azotea del rascacielos donde se encontraba. En este aspecto, Mister Mind explica que él es descendiente del original, pero que su conciencia se transmitió a través de "la hebra Ocho-D del ARN". Posteriormente, toma el control Loisbot de Luthor -un duplicado robótico de Lois Lane creado como compañera de Luthor-, posteriormente Luthor accede finalmente a ayudar en su búsqueda de una nueva fuente de energía que revela ser una criatura de la Zona Fantasma, con la capacidad de que Luthor le otorgue la capacidad de llevar la paz y la compasión a todo el universo, a costa de no permitir que nunca le haga daño a otro ser. Desde que Luthor es incapaz de dejar de lado su odio hacia Superman, sin embargo, este pierde el control de la entidad, desapareciendo de la zona, ya que se aleja. Con el rostro del Loisbot destruido, Mister Mind decide ir más allá en lo profundo del universo para encontrar su propio lugar.

### "Shazam!: La Monstruosa Sociedad del Mal"(2007)
Una nueva serie limitada de cuatro partes del Capitán Marvel publicado por la DC Comics, "Shazam!: La Monstruosa Sociedad del Mal" (2007), escrito e ilustrado por Jeff Smith (creador del personaje de historietas Bone) publicado el 7 de febrero de 2007. Smith, que ilustraba la serie de "El poder de Shazam!", desde el 2003, hizo una historia más tradicional con el personaje, el Capitán Marvel regresaría a sus raíces, con una historia que actualiza la historia del personaje para los lectores de hoy en día. Estab situada al principio de la carrera del personaje, sin embargo, como es evidente que no se encontraba en los tiempos modernos del Universo DC. En esta versión, el Mister Mind se asemejaba a una pequeña serpiente con una cara más amenazante con una visión aparentemente perfecta, mientras utilizaba un comunicador moderno con forma del diseño de un auricular . Muchos de los diferentes monstruos son miembros de la versión de su "Monstruosa Sociedad del Mal", con los Crocodile Men convirtiéndose en hombres.

### Los Nuevos 52/DC Rebirth
Mister Mind hace su primera aparición en los Nuevos 52 (dentro del reinicio del Universo DC). Después de la fallida alianza del Doctor Sivana con Black Ádam, se dirige a la Roca de la Eternidad donde no puede entrar porque está protegido por un escudo mágico. Clama por alguien que le ayudase a salvar a su familia, diciendo que aunque la ciencia les ha fallado reiteradamente, la magia podía salvarlos. Una voz es escuchada a continuación, y le dice que sí es posible. La voz también dice que él ha estado viendo que la magia no nutre, y está saliendo fuera de su cuerpo, pero no de su mente. El Doctor Sivana pide el nombre de la voz de la misteriosa persona y descubre una criatura similar a una oruga atrapada en una botella. La criatura afirma que la gente lo llama Mister Mind, y le hace notar que él y el Doctor Sivana serán los "mejores amigos."
A partir del segundo volumen post-DC Renacimiento de la nueva serie de Shazam!, ahora la oruga es descrita como "Maxivermis Mind", una criatura déspota mágica con un apetito insaciable por poder sobrenatural Su singular meta es nada menos que consumir y controlar todo el poder de las tierras mágicas de la Roca de la Eternidad. Además, se describe que durante siglos, Mind ha sido uno de los seres más peligrosos que alguna vez se hayan encontrado el propio consejo de eternidad. Las habilidades telepáticas de Mind lo han probado como una seria amenaza a no subestimarse, siendo responsable de las muertes de varios aliados del consejo, la más notoria es que fue la muerte de uno de los primeros campeones, Salomón.
A pesar de que Mind se ha jactado de ser el regidor de un mundo de gusanos, se sospecha que sea originario de las tierras salvajes. Su venganza contra las tierras mágicas ha dado crédito a los rumores de sus humildes comienzos como un simple gusano de libro. Se dice que luego de sufrir mucho abuso en las tierras salvajes cuando niño, Mind pasó sus años allanando los libros de la biblioteca de eternidad. Una vez que tuvo éxito Mind consumió incontables libros de hechizos, absorbiendo su conocimiento y poder. Regresó a las tierras salvajes, donde tomó venganza de aquellos que sintió le hicieron mal, y puso sus ojos en el consejo de eternidad.
Trabajando desde adentro del consejo, Mind casi los destruyó. Hizo falta los poderes combinados de Salomón, Hércules, Atlas, Zeus, Aquiles y Mercurio para detenerlo y contener a Mister Mind. Esto anterior se resume en las páginas del más reciente número dos de Shazam Volumen 2 de enero de 2019.

## Poderes y habilidades
Mister Mind es uno de los telépatas más formidables de la Tierra. Es capaz de tomar el control mental de un individuo. También poseía muchas habilidades relacionadas con los insectos, como la capacidad para girar la seda tan fuerte y a una velocidad mucho más rápida que la que el ojo puede ver, y tan rápido que puede encerrar a un ser humano en un capullo en cuestión de segundos.
Al parecer tiene una longeva vida, el cuerpo actual de Mister Mind es sólo la etapa larval de su raza: durante la miniserie semanal 52 alcanza la madurez brevemente, convirtiéndose en una Hyper Mosca gracias a la manipulación del tiempo, y con habilidades para doblar el espacio, y poder alimentarse de las líneas de tiempo de los universos singulares. Por esta capacidad, que es capaz fue capaz de modificar los 52 universo paralelos, que habían renacido exactamente idénticos, de la corriente temporal del Multiverso DC convirtiéndolos en mundos muy diferentes, literalmente comiéndose partes de sus historias.
Después de ser forzosamente rejuvenecido a su fase larvaria, Mister Mind aparentemente retiene la capacidad de reproducirse asexualmente, utilizando una serie de crías para convertirse en sus hermanos idénticos.

## Otras versiones
- En Superman Vol. 1 #276 (junio de 1974),[30] una analogía del Capitán Marvel aparece nombrado como el Capitán Trueno, que sufre una compulsión a cometer actos malvados por part de sus enemigos, La Monstruosa la Liga del Mal. Incluye en dicho equipo a Drácula, el monstruo de Frankenstein, Hombre Lobo, su madre.

- Mark Waid y Alex Ross en 1996 cuando publican la miniserie Kingdom Come, el Doctor Sivana de dicha historia alternativa fue acreditado por Lex Luthor para crear una raza de gusanos que controlasen la mente antes de su muerte. Además, en la Gulag de Superman, muchos de los prisioneros eran miembros de la "Monstruosa Sociedad del Mal" antes de la crisis, como Jeepers, Mr. Banjo, y el Rey Kull, Crocodile Men, IBAC y Goat-Man.

- Jim Krueger, Doug Braithwaite y Alex Ross, en la serie Justicia, nos mostraron al Doctor Sivana utilizando robots que controlan la mente basado en Mister Mind.[31]

## El código secreto de la"Monstruosa Sociedad del Mal"
"El código secreto de la "Monstruosa Sociedad del Mal" se hace referencia con frecuencia en los cómics del Capitán marvel. En el cómic de la editorial Fawcett, los lectores podían enviar por correo a distancia una clave decodificadora para la "Monstruosa Sociedad del Mal", y leer los mensajes secretos en la historieta mediante la traducción de los mensajes dados que se decodificaban según el acuerdo del cifrado de sustitución. El cifrado era muy básico, puesto que el alfabeto cifrado es en realidad un alfabeto singular en inglés al revés.
Durante las páginas de "El poder de Shazam!" de la década de los 1990, cuando Mister Mind y la "Monstruosa Sociedad del Mal" se reintrodujeron en la continuidad post-crisis, DC Comics había hecho una cosa similar, en la que los lectores pudieran enviarles a distancia enviasen una tarjeta decodificadora en el lenguaje "venusiano", y leer los mensajes secretos. Al igual que en el lenguaje kryptoniano e Interlac, esto era un código cifrado basado en un alfabeto "alienígena". Varios personajes alienígenas en DC Comics se han visto usando desde entonces.
Jeff Smith utilizó el código original de 1940 de la "Monstruosa Sociedad del Mal" en su serie limitada, "Shazam!: La Monstruosa Sociedad del Mal", aunque la titulación de la miniserie en los cuatro capítulos parecía con el texto cifrado. En la web oficial de DC Comics proporcionó una herramienta en línea para cifrar y descifrar los mensajes.